# 金默玉
金默玉（1918年9月14日—2014年5月26日），愛新覺羅氏，本名顯琦，女，满族人，出生于日屬關東州旅顺，清朝末代肃亲王善耆的第38个孩子，川岛芳子的胞妹，北京市文史研究館館員，中华人民共和国教育界人物。

## 生平
1918年9月14日，金默玉生于在旅顺流亡的肃亲王善耆家，善耆为孩子取名“显琦”。金默玉是善耆38个孩子中最小的一个。善耆有一个嫡福晉、四个側福晉，金默玉是其中年龄最小的四侧福晉生的3个女儿之一（另外两个女儿中，最大的是顯玗，即川島芳子），也是善耆的第17個女兒。
金默玉自幼上学，后来赴日本留学。1937年，盧溝橋事變爆发，金默玉中断了在日本的学业，回到北京。此后，她瞒着家人找到了一份工作：“在一家日本人开的公司当顾问，薪水很高，又不用坐班。”
1949年，金默玉的哥哥们离开北平赴英屬香港，仅留给金默玉100元钱，尚未结婚的金默玉在北平负责养活大哥的四个孩子、二哥的两个孩子，以及大哥的老保姆和老保姆的女儿。金默玉见到中国人民解放军开入北平。随后，金默玉成为「街道积极分子」。
为了维持生计，金默玉开始变卖家中物品，还织毛衣出售。后来她还开过洗衣坊。1952年，金默玉开办饭店，先开的是西餐厅，但生意惨淡，后改开四川饭馆，解决了一家人的吃穿问题。两年后，饭店公私合营，金默玉成为中央编译局职员。
1954年，36岁的金默玉同花鸟画家马万里结婚。此前马万里有过两次婚姻，第一位妻子难产死亡，第二位妻子与其离婚。遇到金默玉时，马万里正住在女儿家，因女儿家地方很小，所以没有画画空间，马万里十分灰心，甚至想自杀。金默玉让马万里重新拥有了画画的地方，也有了家。
1958年2月，距离春节还有5天，金默玉突然从家中被带走，开始了15年的囚犯生涯。她唯一的罪名是其出身：“肃亲王的女儿，特务川岛芳子的妹妹，在那个年代，这足以让我致命。”为了不连累马万里，金默玉在监狱中申请了离婚。在狱中，金默玉养成了吸烟的习惯，“腰疼得受不了，或者累得撑不住，我就吸烟，后来一天能吸一包。”
1973年，获得刑满释放的金默玉到天津茶淀农场，成为农场工人。在农场，金默玉用比自己还高的大铁锹挖掘苹果树下的冻土，手掌流血，但金默玉什么也没说。“我知道我和别人不一样，别人是人民内部矛盾，而我是封建贵族阶级的小姐，汉奸的妹妹。”此时，一位说北方话的上海人将一把自制的小铁锹、一本日文版《人民中国》送给了手掌流血的金默玉。很快，金默玉便接受了該上海人施有為的求婚，因为她希望在农场分到一间属于自己的房子。
1976年，在随丈夫回到上海探亲时，金默玉病倒。X光片显示她有9节脊椎损坏，病历称“脊椎骨质增生、骨髓炎、腰肌劳损”。随后，农场为其办理了病退，每月工资降到了19元2角，“连吸烟的钱都不够”，此外金默玉还要给婆婆寄钱。
1979年，金默玉致信邓小平，要求获得一份工作，金默玉在信中称：“我如今已经干不了体力劳动了，但是还干得了脑力劳动，请给我工作。”她很快获得了回信，在北京获得了工作。
1992年初，金默玉和丈夫将家中全部存款取出，购买书桌、教材等学习用品，开办“爱心儿童日语班”。“爱心”喻指“爱新”，因为金默玉是爱新觉罗氏，又表示她为儿童奉献爱心。
1996年5月，爱心日语培训学校在河北省廊坊市开发区正式挂牌。1990年代后期，在该学校的基础上，建起了廊坊东方大学城。晚年，金默玉在廊坊用自己挣的钱买了一套房子，这是她此生第一次用自己挣的钱买的房子。
2007年1月19、20日的《鲁豫有约》节目播放了名为《八十八岁的小格格-金默玉》的两期节目。
2014年，据日本共同社报道，日中关系消息人士5月26日透露，川岛芳子的胞妹、被称为“清朝最后的格格”的金默玉于5月26日在北京一间医院中因心脏病发逝世，享耆壽95岁。

## 外部連結
- 吳世寧：最後一位格格 破例談姊姊川島芳子